# Cirat
Cirat és un municipi del País Valencià, capital de la comarca de l'Alt Millars. Limita amb els municipis d'Aranyel, Montanejos, Montant, Torralba, les Fonts d'Aiòder, Torre-xiva i Lludient. L'economia es basa en la ramaderia i l'agricultura de secà de muntanya.

## Geografia

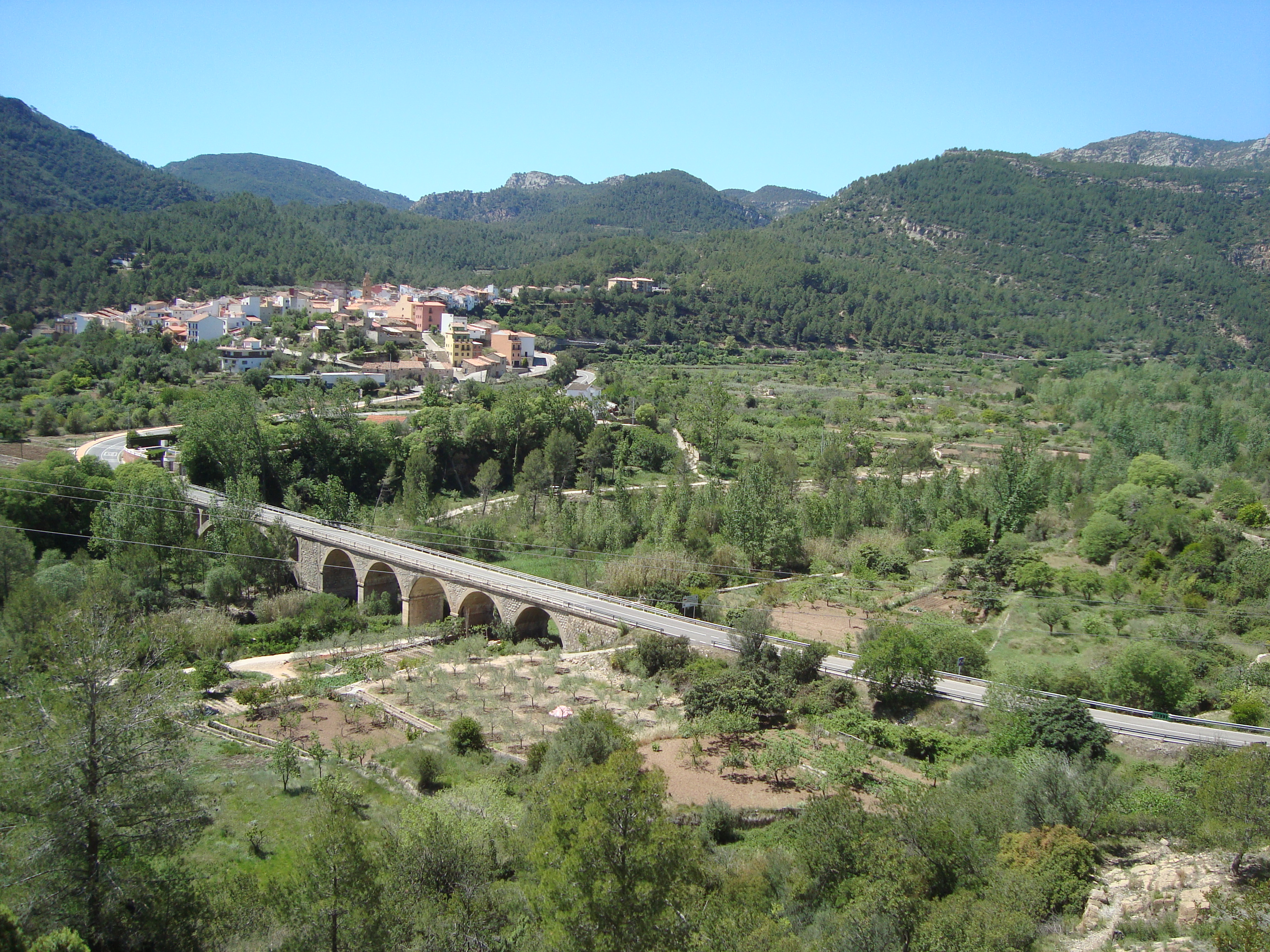
Panorámica rural de Cirat

El nucli urbà està a vora 600 metres d'altitud enmig d'un paisatge muntanyós presidit per la vall del riu Millars; té una geografia abrupta solcada per barrancs i muntanyes que ronden els 1.000 m d'altitud, i una extensa massa forestal de pinedes esguitada per nombroses fonts com ara La Salut, Macasta, Llop, Madroñal, Ombria, Crespo, Costur, Jarica, Carrasca Mitgeta... Des de Castelló de la Plana, s'accedix a esta localitat a través de la CV-20.
Al terme municipal hi ha també dues pedanies: El Tormo, amb uns 75 habitants, situat sobre un congost que forma el riu Millars i envoltat de boscs de pi. És un poble d'estiueig, i als mesos de juliol i agost arriba a acollir 500 habitants; i El Collado Blanco amb només 3 habitants.

## Història
Té l'orige en una vil·la romana. El seu castell, construït en època àrab, va constituir un destacat enclavament militar. Després de la conquesta cristiana conservà la població musulmana i pertanyé a Zayd Abu Zayd fins a 1235, data en què la població s'avalotà arran de la conversió de Zayd al cristianisme amb el nom de Vicent Bellvís. Fon reconquistada un any després pel mateix Zayd, i quan muigué va passar a mans de la Corona. En 1343 el lloc fon venut a Gonçal Ximénez d'Arenós, tornà posteriorment a la Corona i fon successivament propietat dels Vilarig –un Bernat d'este llinatge fon anomenat comte de Cirat pel rei Felip IV de Castella (1683-1746)–, els Calatayuds, els Català, els Villacis i els Martínez de Pison. L'expulsió morisca de 1609 delmà la població al 50%. Va ser un escenari destacat de les guerres carlines, en què algunes cases arribaren a ser cremades pels carlins. En 1960 arribà al seu màxim de població degut a la construcció d'una central elèctrica.

## Demografia
| Evolució demogràfica (des de 1877) Censos de població | Evolució demogràfica (des de 1877) Censos de població | Evolució demogràfica (des de 1877) Censos de població |
| ----------------------------------------------------- | ----------------------------------------------------- | ----------------------------------------------------- |
|                                                       |                                                       |                                                       |
|                                                       |                                                       |                                                       |
|                                                       | Font: Institut Nacional d'Estadística                 |                                                       |

| Població | 282 | 288 | 268 | 255 | 281 | 272 | 262 | 256 | 256 | 267 | 257 | 270 | 247 | 233 |

## Alcaldia
| Període                       | Alcalde o alcaldessa                  | Partit polític           | Data de possessió | Observacions              |
| ----------------------------- | ------------------------------------- | ------------------------ | ----------------- | ------------------------- |
| 1979–1983                     | Ramón Suay Peña                       | UCD                      | 19/04/1979        | --                        |
| 1983–1987                     | Manuel Navarrete Zarzoso              | AP-PDP-UL-UV             | 28/05/1983        | --                        |
| 1987–1991                     | Vicente Sorní Suay                    | AP                       | 30/06/1987        | --                        |
| 1991–1995                     | Jesús Daniel Gargallo Peña            | PP                       | 15/06/1991        | --                        |
| 1995–1999                     | Jesús Daniel Gargallo Peña            | PP                       | 17/06/1995        | --                        |
| 1999–2003                     | Jesús Daniel Gargallo Peña            | PP                       | 03/07/1999        | --                        |
| 2003–2007                     | Jesús Daniel Gargallo Peña            | PP                       | 14/06/2003        | --                        |
| 2007–2011                     | Celestino Badenas Badenas             | PP                       | 16/06/2007        | --                        |
| 2011–2015                     | Celestino Badenas Badenas             | PP                       | 11/06/2011        | --                        |
| 2015–2019                     | Manuela Monzonís Barberà              | PP                       | 13/06/2015        | --                        |
| 2019-2023                     | Rafael Matoses Fortea Pascual Salines | PSPV-PSOE Partit Popular | 15/06/2019        | El 2022 canvia l'alcaldia |
| Des de 2023                   | Pascual Salines                       | Partit Popular           | 17/06/2023        | --                        |
| Fonts: Generalitat Valenciana |                                       |                          |                   |                           |

## Monuments

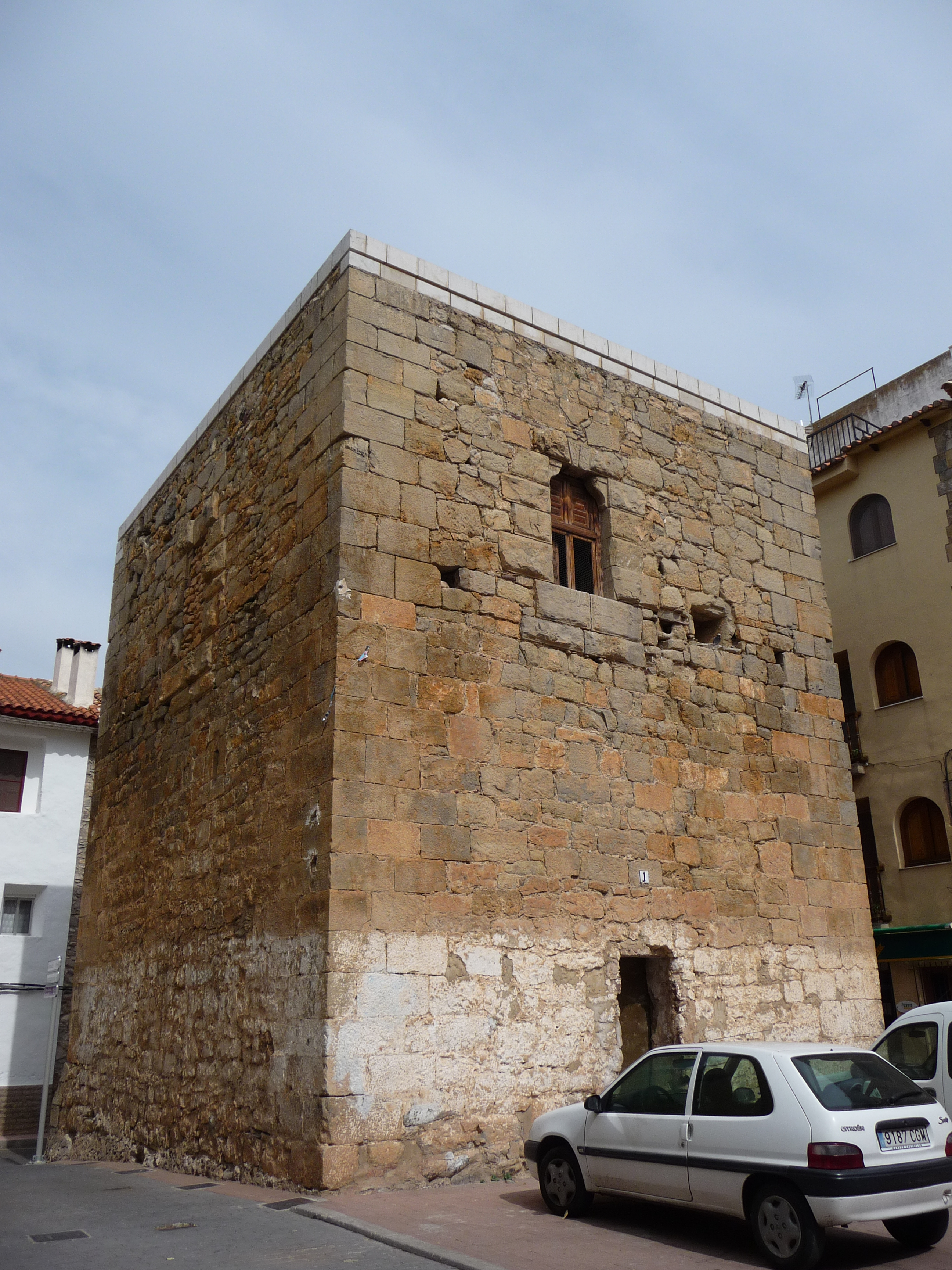
Torre dels Comtes de Cirat

- Castell de Cirat situat sobre un promontori sobre el barranc de les Salines, des d'on es controlava el meandre que forma el riu Millars al seu pas per Cirat. Es poden apreciar les restes d'una torre semicircular, així com diferents llenços de muralla situats en la part més vulnerable, ja que per l'altra part compta amb la defensa natural que oferix la mateixa ubicació del recinte. També s'aprecien les restes d'un aljub sense coberta, però en el qual s'observen les arrancades de la volta i les seues parets impermeabilitzades. Al costat de l'aljub hi ha una estructura rectangular d'ús desconegut, formada per blocs regulars. S'han trobat en superfície ceràmiques islàmiques decorades.

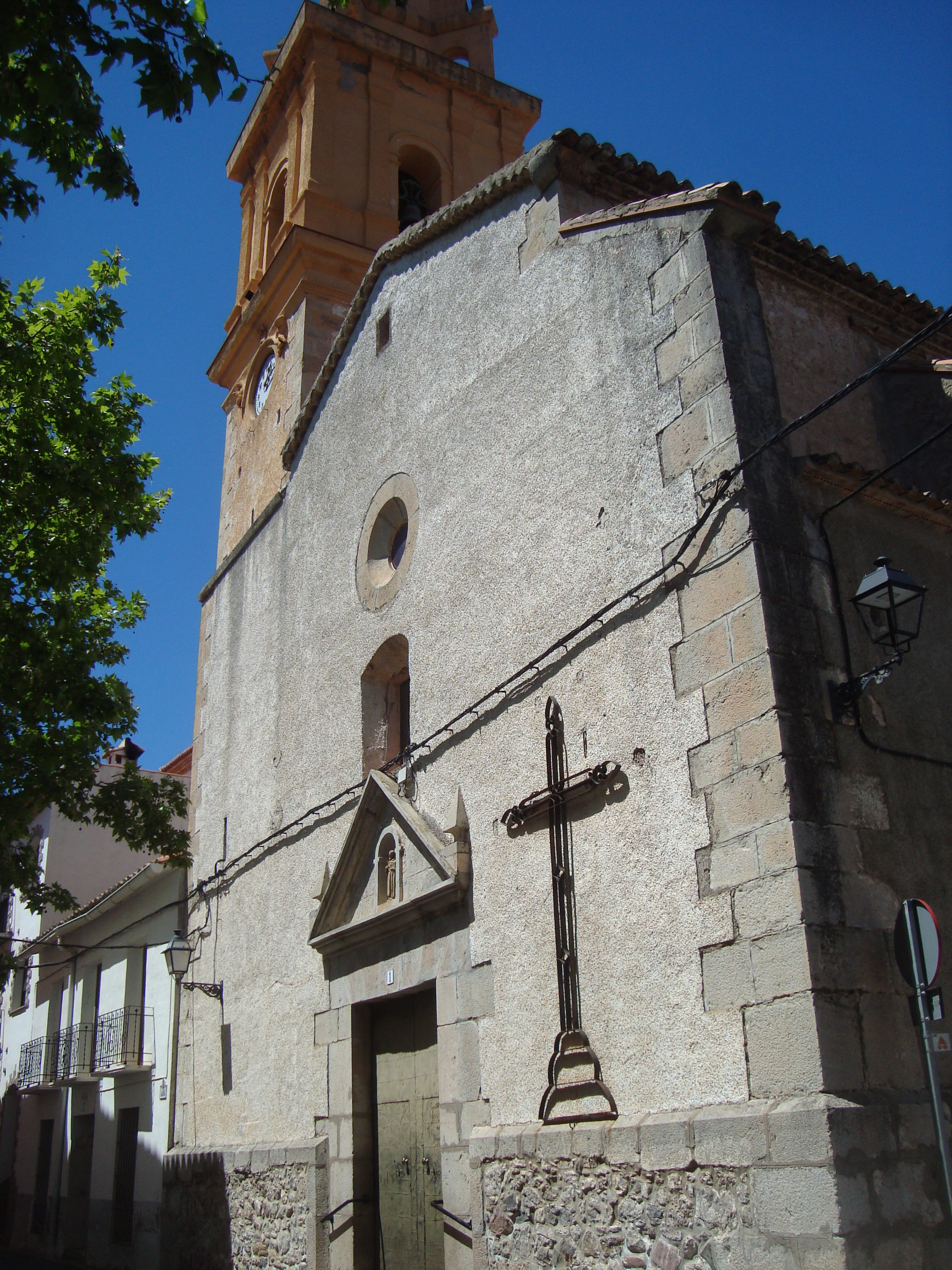
Ésglesia de Sant Bernat (Cirat)

- Ésglesia de Sant Bernat (Cirat)Església de Sant Bernat (segle xvii). Es tracta d'una església d'una nau amb capelles laterals i sense creuer, de traces senzilles i no oferix decoració. Posseïx una torre campanar d'estil barroc.

- Palau dels Comtes de Cirat (segle xvi). Està en la plaça Major de la població. Es tracta d'un edifici fortificat, de planta rectangular, amb fàbrica de carreus de gran grandària. Presenta nombroses finestres i entrada principal amb arc de mig punt. Fon parcialment restaurat, almenys la part exterior, encara que en successives reformes ha desaparegut bona part dels elements defensius, destacant especialment restes de merlets i espilleres. En els començaments del segle xvii era el seu senyor En Bernat Vilarig Marró de Carroz. El palau comtal, que comunicava amb la torre, es va dividir entre tres hereus, la zona central es va demolir i es van fer pisos. En 1981 es va demolir part restant de la frontera.

- Torre del Palau dels Comtes de Cirat (segles xiii i xiv). La Torre del Comte s'alça en la plaça Major de Cirat, pròxima al Palau dels Comtes, de la qual n'era element defensiu annex, encara que sembla de construcció lleugerament anterior. El seu aspecte actual, no obstant això, correspon a una reforma efectuada en el segle xviii. Estava comunicada amb el Palau per un pas elevat que podia ser retirat a voluntat en cas d'amenaça. És una sòlida construcció de planta quadrada i aspecte robust. De relativa poca altura, ocupa una gran superfície de planta. Posseïx accés principal amb arc de mig punt. La coberta és de dos aiguavessos, amb una aparença probablement diferent de l'original, que sens dubte tenia merlets.

## Llocs d'interés

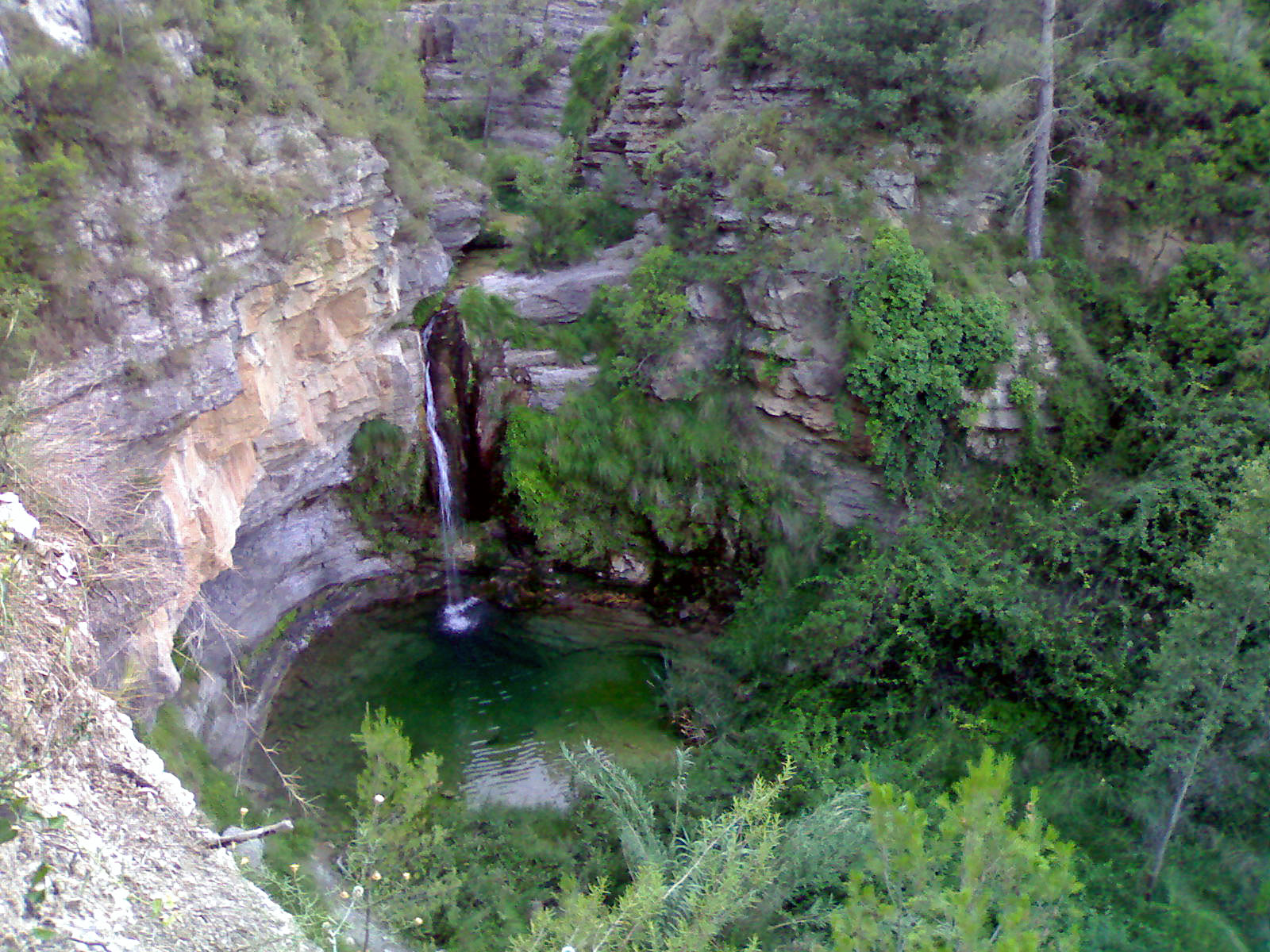
El Salto de la Novia

- El Salto de la Novia. Zona de banys amb imponent cascada a la qual solament es pot accedir a peu.
- Mirador de Ociño. Mirador sobre el riu Millars en el llogaret del Tormo.
- Piscines naturals. Pous que formen unes piscines naturals que servixen de zona de bany. Per exemple, els de la Caldereta, la Bañera, Negro, entre d'altres.

## Festes i celebracions
- Carnestoltes. se celebra durant el primer cap de setmana de febrer amb ball de disfresses i soterrar de la sardina.
- Sant Antoni. Se celebra el 17 de gener.
- Festes patronals de Cirat. En honor de Sant Bernat del 15 al 24 d'agost
- Festes patronals de El Tormo. En honor de la Verge dels Desemparats, en el mes de setembre.
- Verge del Pilar. Se celebra el 12 d'octubre amb bous al carrer, calderes per a tota la població i actes religiosos.